# Wim Rijsbergen
Wilhelmus Gerardus „Wim” Rijsbergen (ur. 18 stycznia 1952 w Lejdzie) – holenderski piłkarz, grający na pozycji obrońcy, oraz trener piłkarski.

## Życiorys
Z reprezentacją Holandii, w której barwach rozegrał 28 meczów, zdobył wicemistrzostwo świata w 1974 i III miejsce w 1978 oraz brązowy medal mistrzostw Europy w 1976. Przez siedem lat był zawodnikiem Feyenoordu. Triumfował z nim w rozgrywkach o mistrzostwo kraju i raz w Pucharze UEFA. Później jako szkoleniowiec pracował m.in. w Chile, Arabii Saudyjskiej i Meksyku. Od lipca 2006 do 8 stycznia 2008 był selekcjonerem reprezentacji Trynidadu i Tobago.

## Sukcesy piłkarskie
- mistrzostwo Holandii 1974 oraz Puchar UEFA 1974 z Feyenoordem Rotterdam
- Puchar Holandii 1985 z FC Utrecht

W reprezentacji Holandii od 1974 do 1978 rozegrał 28 meczów i strzelił 1 gola – wicemistrzostwo świata 1974 i 1978 (jako rezerwowy) oraz brązowy medal mistrzostw Europy 1976.